# SG Frankenhausen

Logo des SG Frankenhausen

Die SG Frankenhausen ist ein sächsischer Eishockey- und Volleyballverein im Crimmitschauer Ortsteil Frankenhausen.

## Geschichte
Vor 1933 wurde schon beim TV Frankenhausen Eishockey gespielt, der 1940, 1941 und 1942 Sachsenmeister wurde.
1946 wurde die SG Frankenhausen neugegründet. 1949 und 1950 erreichte die Eishockeymannschaft des Vereins die „Meisterschaft der sowjetisch besetzten Zone“ und wurde 1949 auch Sächsischer Meister. 
1952 wurde die SG Frankenhausen in BSG Wismut Erz Frankenhausen umbenannt und gewann 1953 den FDGB-Pokal.
Als 1953 die zweite Mannschaft in die zweithöchste Liga aufstieg, wurde diese nach Zwickau delegiert und spielte dort als BSG Wismut Zwickau bis zur Auflösung weiter. 
1955 wurde die Mannschaft nach Karl-Marx-Stadt delegiert, wo die Mannschaft anfangs als SC Wismut Karl-Marx-Stadt, später als SC Motor Karl-Marx-Stadt bis zur Auflösung 1960 spielte. Dies bedeutete das Ende des erstklassigen Eishockeys in Frankenhausen.
1994 wurde die SG Frankenhausen wiederum neu gegründet. Heute spielen die Eishockeyspieler nur noch als Hobbymannschaft in Crimmitschau.

## Eishockey

### Bekannte Spieler
- Gerhard Kießling (später DDR-Nationaltrainer und Bundestrainer im Deutschen Eissport-Verband)
- Alfred Unterdörfel (langjähriger Trainer des ASK Crimmitschau)

### Meistermannschaften

#### "Meisterschaft der sowjetisch besetzten Zone" 1949
- Gerhard Kießling, Roland Fechner, Helmut Hönig, Siegfried Speck, Alfred Unterdörfel, Heinz Heinicke, Werner Schmiedel, Rudolf Schmieder, Rudolf Schädel, Max Schmidt